# Ekolsundsviken
Ekolsundsviken är en långsträckt vik från Mälaren i nord-sydlig riktning. I norr avslutas den med Hjälstaviken. Vid det västra brofästet ligger orten Ekolsund och vid det östra Stämsvik. 
Över Ekolsundsviken leder tre broar. Två är för motorvägen E18 och en för Mälarbanan. Den södra motorvägsbron är 430 meter lång och 10 meter hög och stod klar 1989, till en början som motortrafikled. I oktober 1992 invigdes den norra bron som är 510 meter lång och 12 meter hög. Bron för Mälarbanan stod klar 1995 och ersatte en äldre lågbro från 1876.

## Ekolsundsviken och Ekolsundsbroarna

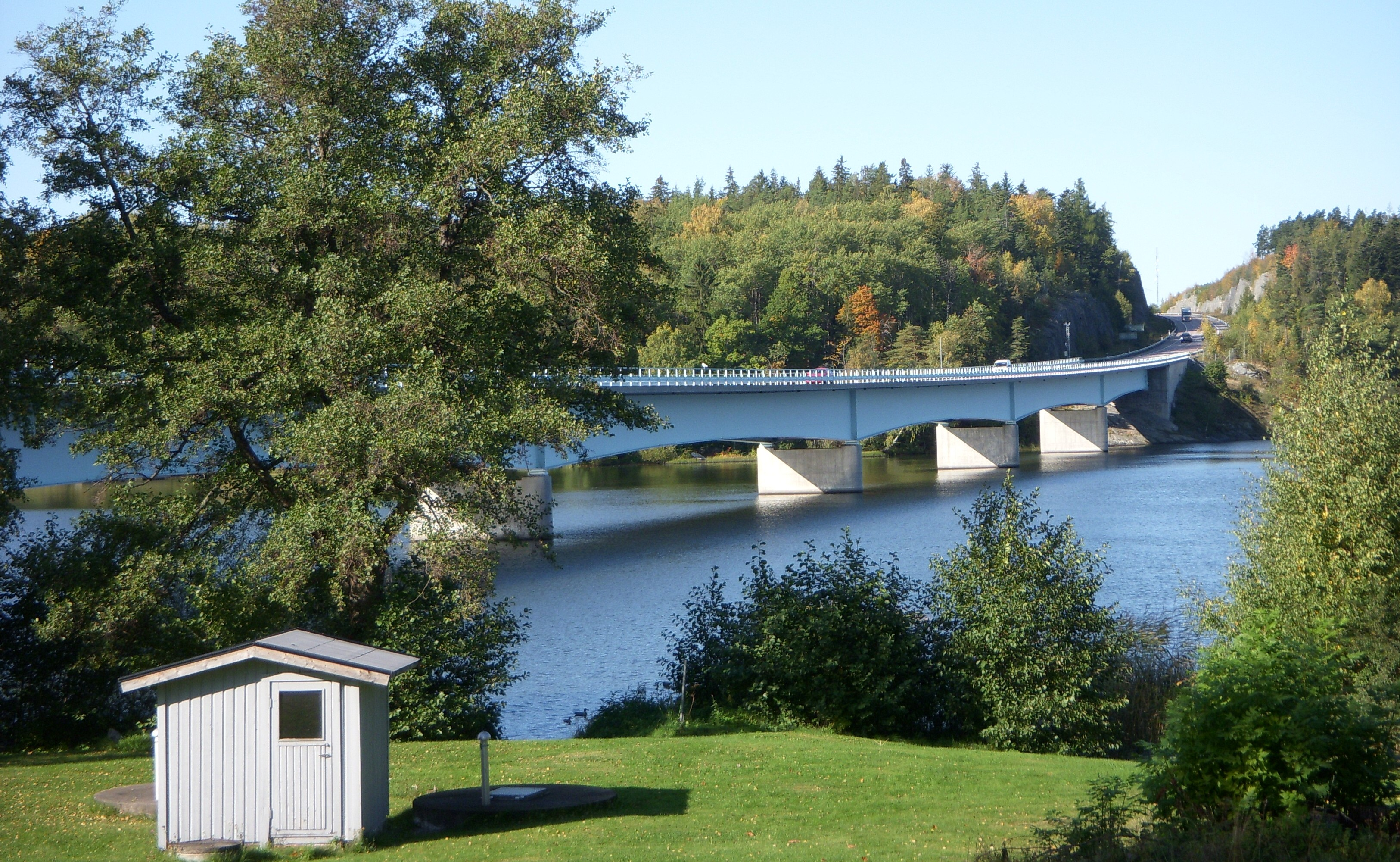
Södra Ekolsundsbron
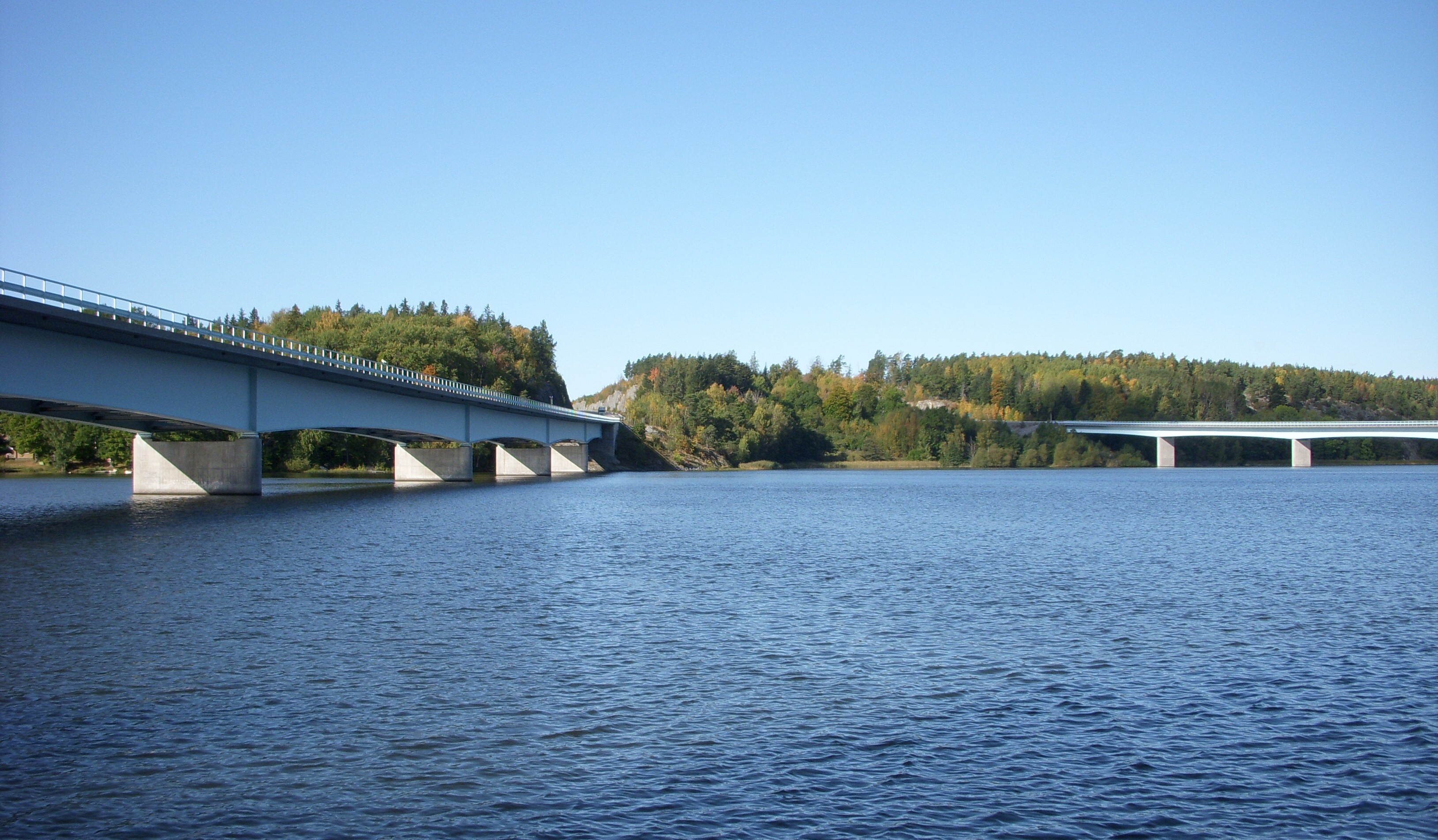
Ekolsundsviken och broarna, vy mot väst
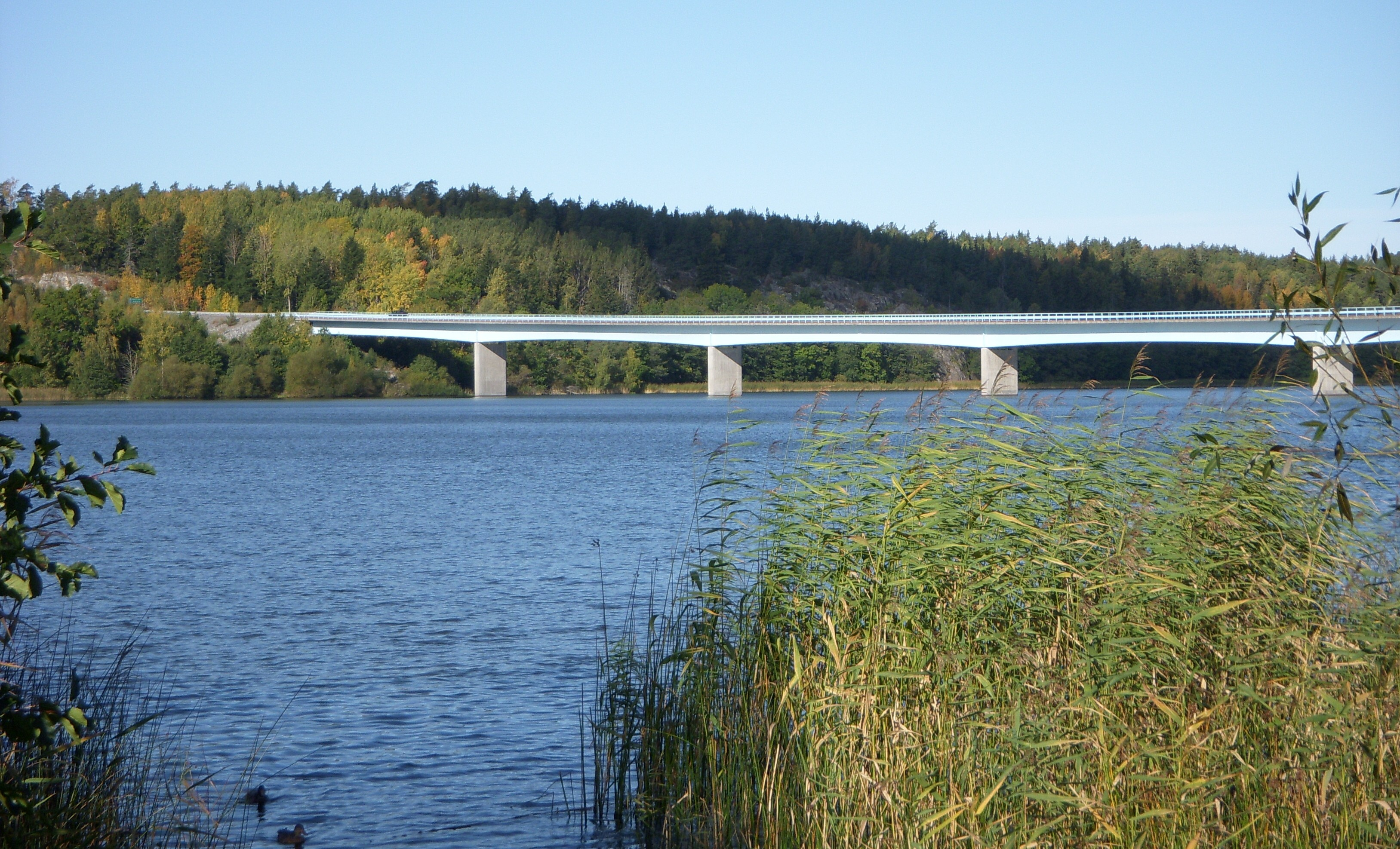
Norra Ekolsundsbron
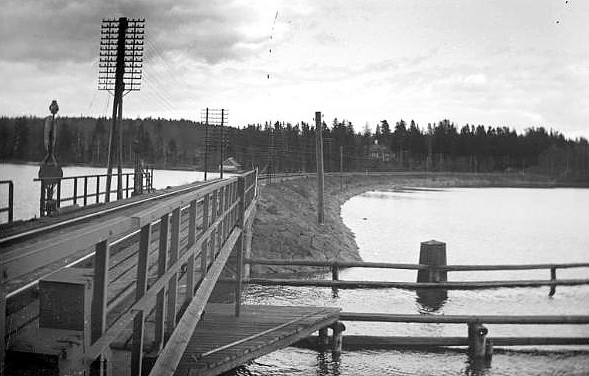
Gamla järnvägsbron 1919
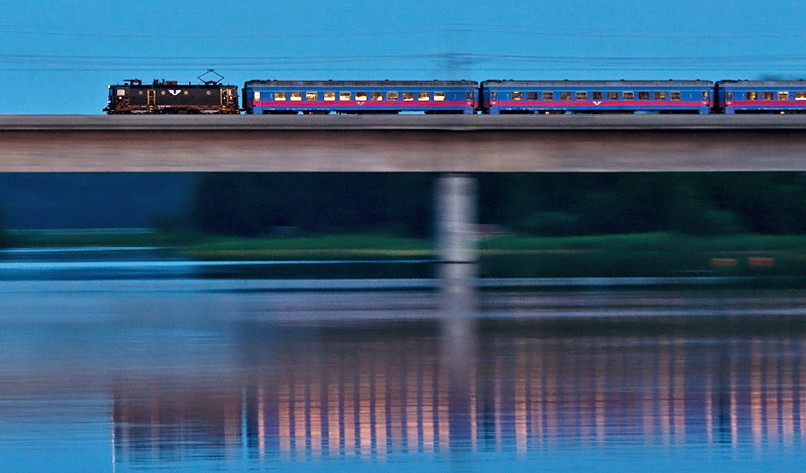
Järnvägsbron för Mälarbanan med ett passerande InterCity-tåg